# Vinice (Plaská pahorkatina)
Vinice je kopec sopečného původu v Plaské pahorkatině v okrese Plzeň-sever. Nachází se necelý kilometr jihozápadně od Skupče a dosahuje nadmořské výšky 588,9 metru.

## Historie
Na vrcholu se nacházelo pravěké výšinné sídliště. Bylo osídleno v eneolitu mladším stupněm chamské kultury a poté v mladší době halštatské. Archeologická lokalita je chráněna jako kulturní památka ČR.

## Geologie a geomorfologie
Vrch je významným bodem geomorfologického okrsku Pernarecká pahorkatina, který je součástí podcelku Stříbrská pahorkatina v Plaské pahorkatině. Má tvar bazanitové kupy. Ta je pozůstatkem většího výlevu (efuze), která pronikla třetihorními fylity. Úpatí vrchu lemují balvanové haldy a v západním úbočí se nachází opuštěný lom. V jeho stěnách lze pozorovat tzv. sonnenbrand, tj. kuličkový rozpad horniny, který se objevuje v případech, kdy se magma dostalo do styku s vodou nasycenými sedimenty a ve svém důsledku prakticky znemožňuje jakékoliv využití kamene.

## Přístup
Vrch leží mimo značené turistické trasy, ale je dobře přístupný polními cestami od Skupče. Přestože je z větší části zalesněný, poskytuje dobrý výhled.